# Redondo Beach
Redondo Beach és una ciutat dels Estats Units a l'estat de Califòrnia. Segons el cens del 2005 tenia 61.473 habitants.

## Demografia
Segons el cens del 2000, Redondo Beach tenia 63.261 habitants, 28.566 habitatges, i 15.254 famílies. La densitat de població era de 3.889,4 habitants/km².
Dels 28.566 habitatges en un 23,3% hi vivien nens de menys de 18 anys, en un 40,6% hi vivien parelles casades, en un 9% dones solteres, i en un 46,6% no eren unitats familiars. En el 33,1% dels habitatges hi vivien persones soles el 5,9% de les quals corresponia a persones de 65 anys o més que vivien soles. El nombre mitjà de persones vivint en cada habitatge era de 2,21 i el nombre mitjà de persones que vivien en cada família era de 2,87.
Per edats la població es repartia de la següent manera: un 18,8% tenia menys de 18 anys, un 6,1% entre 18 i 24, un 43,1% entre 25 i 44, un 23,6% de 45 a 60 i un 8,5% 65 anys o més.
L'edat mediana era de 37 anys. Per cada 100 dones de 18 o més anys hi havia 99,8 homes.
La renda mediana per habitatge era de 69.173 $ i la renda mediana per família de 80.543 $. Els homes tenien una renda mediana de 56.796 $ mentre que les dones 45.204 $. La renda per capita de la població era de 38.305 $. Entorn del 4% de les famílies i el 5,9% de la població estaven per davall del llindar de pobresa.

## Poblacions més properes
El següent diagrama mostra les poblacions més properes.

## Fills il·lustres
- Edwin McMillan (1907 - 1991) químic, Premi Nobel de Química de l'any 1951.